# Herwig Walter
Herwig Walter (* 8. August 1911 in Hannover; † 26. Dezember 1986 in Abenberg bei Nürnberg) war ein deutscher Schauspieler.

## Leben
Walter war Sohne eines Studienrats und dessen Ehefrau. Er wuchs in Berlin auf, wo er 1930 das Abitur machte. Noch im selben Jahr begann er eine zweijährige Schauspielausbildung an der dortigen  Max-Reinhardt-Schule. Sein erstes Engagement erhielt er 1932 am Theater Gera. 1935 kam er an das Theater Baden-Baden und wurde drei Jahre später Ensemblemitglied am Schauspielhaus Bochum. Nach dem Zweiten Weltkrieg blieb er anfänglich noch in Bochum, wechselte aber 1947 an die Städtischen Bühnen Nürnberg und blieb dort bis 1975.
Nach seiner langen Zeit an diesem Theater nahm er keine festen Engagements mehr an und verlegte 1976 seinen Wohnsitz von Nürnberg ins benachbarte Abenberg, wo er bis zu seinem Tode wohnen blieb.
Ab etwa 1960 nahm er auch einige Angebote bei Film und Fernsehen an. Hier arbeitete er häufig unter dem Regisseur Fritz Umgelter. Seine vermutlich erste Rolle bei Umgelter hatte er 1960 im zweiten Teil des Straßenfegers Am grünen Strand der Spree, wo er den Hauptmann Götzke, einen NS-Führungsoffizier spielte, der unfreiwillig einem zum Tode verurteilten Kameraden in Nord-Norwegen zur Flucht verhilft. Hauptrollen spielte er in Freundschaftsspiel und in Die Geschichte von Joel Brand. Bekannt ist er auch aus der SF-Serie Raumpatrouille, wo er im dritten Teil Hüter des Gesetzes den Leiter einer außerirdischen  Kolonie darstellte.
Herwig Walter war verheiratet mit Christiane Walter geb. Becher (Schauspielerin) und hatte zwei Söhne.

## Adolf-Grimme-Preis
Mitunter steht zu lesen, dass Herwig Walter 1964 den Adolf-Grimme-Preis erhalten haben soll. Laut dem Adolf-Grimme-Institut ist das nicht richtig. Stattdessen gab es eine „besondere Anerkennung der Presse-Jury“ für Gerd Oelschlegel für den Fernsehfilm Sonderurlaub, in dem es um eine gescheiterte Flucht aus der DDR geht, in dem Walter neben Fritz Wepper eine der Hauptrollen verkörperte.

## Rollen (Auszug)
Stadttheater Bochum
- Tellheim in Minna von Barnhelm von Gotthold Ephraim Lessing,
- Petrop in Der Lügner und die Nonne von Curt Goetz,
- Georg in Fuhrmann Henschel von Gerhart Hauptmann,
- Odysseus in Achill unter Weibern von Hans Jüngst  und,
- Carlo Benini in Scampolo von Dario Niccodemi.

Städtische Bühnen Nürnberg
- Wladimir in Warten auf Godot von Samuel Beckett,
- Söller in  Die Mitschuldigen von Johann Wolfgang von Goethe,
- Stech in Die Nashörner von Eugène Ionesco,
- Dauphin in Die heilige Johanna von George Bernard Shaw,
- Schluck in Schluck und Jau von Gerhart Hauptmann,
- Flachsmann in Flachsmann als Erzieher von Otto Ernst und
- Titelrolle in Der Parasit oder Die Kunst, sein Glück zu machen von Friedrich Schiller.

## Filmografie
- 1960: Am grünen Strand der Spree; 2. Teil: Der General (Hauptmann Götzke, NSFO) – Fernseh-Mehrteiler – Regie: Fritz Umgelter
- 1962: Wer einmal aus dem Blechnapf frißt (Maak) – Fernseh-Mehrteiler – Regie: Fritz Umgelter
- 1963: Sonderurlaub (Major) – Fernsehfilm – Regie: Rainer Erler
- 1963: Freundschaftsspiel (Günther Maisch) – Fernsehfilm – Regie: Fritz Umgelter
- 1963: Der schlechte Soldat Smith (Chef der Stabs-Kompanie) – Fernsehfilm  – Regie: Fritz Umgelter
- 1964: Die Geschichte von Joel Brand (Eichmann) – Fernsehfilm – Regie: Franz Peter Wirth
- 1966: Der Mitbürger (Herr Grübner) – Fernsehfilm – Regie: Rainer Wolffhardt
- 1966: Das Kriminalmuseum; Folge: Der Barockengel – Fernsehserie – Regie: Dieter Lemmel
- 1966: Raumpatrouille; Folge: Hüter des Gesetzes (Richard Hull) – Fernsehserie – Regie: Theo Mezger
- 1966: Ich war Schlemihl (Ehrlich) – Regie: Dietrich Haugk
- 1967: Graf Yoster gibt sich die Ehre; Folge: Zwischen den Fronten – Fernsehserie – Regie: Heinz Wilhelm Schwarz
- 1968: König Richard II. – Fernsehfilm – Regie: Franz Josef Wild
- 1968: Meinungsverschiedenheiten (Christopher Pollard) – Fernsehfilm – Regie: Rolf von Sydow
- 1969: Mord nach der Oper (Archer) – Fernsehfilm  – Regie: Michael Braun
- 1969: Der Kommissar; Folge: Auf dem Stundenplan: Mord (Herr Locke) – Fernsehserie – Regie: Theodor Grädler
- 1970: Menschen (Reporter) – Fernsehfilm – Regie: Fritz Umgelter
- 1975: Des Christoffel von Grimmelshausen abenteuerlicher Simplicissimus; 3. Teil: Der Schatz (Pfarrer Berkenhain) – Fernseh-Mehrteiler – Regie: Fritz Umgelter
- 1976: Graf Yoster gibt sich die Ehre; Folge: Johann hier und Johann da – Fernsehserie – Regie: Rudolf Jugert

## Hörspiele
- 1955: Nürnberger Weihnacht – Regie: Fritz Mellinger
- 1959: Ein Nachmittag wie alle (Ein Traktorfahrer) – Regie: Gustav Machatý